# F1 2017
《F1 2017》是一款基於2017年世界一級方程式錦標賽的官方電玩遊戲, 由Codemasters開發。2017年8月25日登陸PlayStation 4、 Xbox One和Windows。該遊戲包括2017年世界一級方程式錦標賽的所有二十条赛道、二十名车手和十支车队。